# 香港基督教服務處
香港基督教服務處（英語：Hong Kong Christian Service）是一間於1952年在香港成立的慈善團體，並為香港基督教協進會服務社會的機構，前身是多間不同的基督教救濟組織，至1976年正式合併及命名為香港基督教服務處。截至2023年3月31日，香港基督教服務處有超過2200名員工，透過遍佈香港的逾100個服務單位提供超過60種服務，每年服務人次多達235萬。

## 源起
第二次世界大戰以後，香港社會的經濟仍在復原。為提供援助，不同的國際救濟組織於香港設立分部，包括多間香港基督教服務處的前身組織。
1952年，基督教世界服務委員會及世界信義宗聯會分別於香港成立香港基督教世界服務委員會和世界信義宗香港社會服務處，開始社會服務工作。同年，香港基督教福利及救濟協會成立。
1960年，美國公誼會李鄭屋友誼會與世界信義宗香港社會服務處合併。
1967年，香港基督教世界服務委員會及香港基督教福利及救濟協會合併成為香港基督教服務委員會，及後成為香港基督教協進會的附屬機構。
1976年，世界信義宗香港社會服務處與香港基督教服務委員會合併成為現今的香港基督教服務處，世界信義宗聯會亦將於香港的資產及工作轉移給香港基督教服務處。
1978年，普世教會協會香港難民及移民服務組併入為香港基督教服務處的一部分。

## 發展

### 1950年代
1953年，成立「物資援助及童膳部」及設立流動糧食車，為有需要兒童提供糧食及生活物資。

### 1960年代
1965年，成立培愛兒童會（即現時的培愛學校），為肢體傷殘兒童提供教育。同年，觀塘職業訓練中心由世界信義宗成立，及後交由香港基督教服務處管理。
1968年，成立華康宿舍（即現時的華康安老院），是香港第一間位於公共屋邨的長者宿舍。同年，位於尖沙咀加連威老道33號的總部大樓落成，其前身是世界信義宗香港社會服務處辦事處及道聲出版社。

### 1970年代
1973年，推行學校社會工作服務及寄養服務。
1978年，應聯合國難民專員公署的邀請，於在深水埗軍營為越南難民設立臨時收容中心。

### 1980年代
自1983年開始出版《基督教服務通訊》，並於2014年5月改名為《清音 （页面存档备份，存于）》，主要報道與社福政策相關的議題。曾接受《清音》訪問的名人包括鄭麗莎、周永新、梁祖堯、劉松仁等。
1986年，舉辦香港首屆「全港老人運動會」（後稱全港長者運動會），至2012年停辦。
1988年，成立PS33藥物濫用者輔導中心，是香港第一間非住院式戒毒治療康復輔導中心。

### 1990年代
1990年，與香港上海滙豐銀行創辦匯豐幼兒學校，是香港首間由企業資助開辦及慈善機構管理的幼兒學校。
1991年，從美國引入「僱員支援計劃」，並成立「僱員發展服務」。

### 2000年代
2003年，推行支援隱蔽青年的服務。由2005年開始舉辦「關愛校園獎勵計劃」，每年嘉許推動關愛文化的學校。
2009年，營辦「融匯－少數族裔人士支援服務中心」，為當時政府撥款資助非政府機構營辦的四個少數族裔人士支援服務中心之一。

### 2010年代
2017年，香港國際機場開設首間機場幼兒園，並由香港基督教服務處管理及營運。

### 2020年代

###### 服務發展
2023年4月，第二所機場幼兒園開幕，由香港基督教服務處管理，為機場員工提供育兒支援服務。同月，香港電訊推出智慧電話亭先導計劃，電話亭內置由職業訓練局學生為香港基督教服務處設計的應用程式，提供社福資訊。
2023年5月，與深水埗商戶合作推出長者社區暫託服務「角落休息暫」，為護老者提供更便利的長者暫託空間。
2024年6月，與恒隆地產合辦第二期「智愛無垠」認知友善計劃，與淘大商場的餐廳合作，推行照顧者茶室，並提供認知檢測及護老服務諮詢。
2024年7月，推出「兒童友善嘉許計劃」，鼓勵食肆提供兒童友善的用餐環境及體驗，截至10月16日已有82間食肆參與計劃。

###### 政策倡議
2021年12月，發布「疫情下市民收入減少及借貸情況調查」結果，發現近半市民疫情下收入減少，當中逾四成人借貸度日，建議政府容許經濟困難的人，提取部份強積金應急，並建立失業支援制度。
2022年5月，發布「護老者疫下困境與壓力調查」結果，發現逾八成護老者在疫情期間出現抑鬱症狀，曾有一成人曾想自殘或尋死，因而建議政府強化地區支援網絡及完善基層醫療系統。
2022年11月，發布「寄養家長之服務經歷及意見調查」結果，發現香港近兩成的寄養家長將於三年內退出服務，加劇寄養家庭供不應求的問題，呼籲政府及公眾加強支援寄養家庭。
2023年4月，發布「留港長者狀況及服務需要調查2023」結果，發現近四成受訪長者有子女在2020年或以後移民，而相對沒有子女移民的長者，「留港長者」在社交情況及情緒健康均出現顯著惡化，因而建議加強子女移民前支援服務、建立鄰里支援網絡及善用資訊科技支援長者。同年8月，推行「社區好幫手」支援留港長者服務計劃，為有子女已經移民或即將移民的留港長者提供不同服務，包括即時地區服務轉介、家訪跟進社交、心理需要、 簡易家居維修、興趣培養、上門關懷、節日慶祝、地區團體連繫等。
2023年6月，與富達盟信顧問有限公司發布「香港打工仔身心健康調查」結果，發現近四成（38.8%）受訪者表示「工作壓力自覺嚴重」，更有近兩成人（19.5%）曾「想過自殺或傷害自己」，建議政府資助中小企參與「僱員支援計劃」，並呼籲僱主於工作間設立「精神健康急救員」。
2023年8月，發布「支援SEN兒童升小的社交情緒適應」調查結果，揭三成SEN兒童升小一壓力大，更有兩成人曾拒上學，並建議學校及服務機構加強SEN兒童的社交情緒訓練。
2023年10月，發布「社區暫託服務調查」結果，表示近九成護老者從未使用暫託服務，並建議政府善用照顧者資訊平台及「暫託體驗」等多元方式，教育護老者及長者認識及善用社區暫託服務，又鼓勵「政商社合作」推動社區暫託服務。
2023年12月，發布「學童自殺及求助研究」結果，表示學生面對情緒困擾時，只有10.7%人會「尋求教師或社工協助」、10%會「尋求家人協助」，建議加強教育，讓學生、家長及公眾明白求助並不負面。
2024年2月，聯合香港中文大學醫學院精神科學系、香港大學社會工作及社會行政學系發布「少數族裔精神健康及求助障礙調查」結果，發現在精神健康求助方面，近70%少數族裔認為費用昂貴是障礙之一，亦有過半認為語言不通影響求助。
2024年7月，發布「留港長者狀況及服務需要調查2024」結果，發現有43.2%的留港長者沒有任何子女在身邊，當中63%的人社交孤立更屬「高風險」，呼籲留港長者應學習將生活重心投放在自己身上，重建新的身份及角色，活出精彩的第二人生。同月發布「少數族裔長者使用主流服務調查」，指逾八成受訪的少數族裔長者及護老者從未使用主流長者中心的服務，建議提供多語言的公共及社會服務資訊、增設服務少數族裔長者的銜接服務，以及加強主流社會服務提供者對少數族裔長者及護老者的認識等。

###### 大型活動
2022年12月，舉行香港首個以「姆明」為主題的慈善賽跑「姆明跑2022」，吸引逾3000人參與，並由蘇樺偉擔任主禮及頒獎嘉賓。
2023年3月，推行的「賽馬會SportsEXPLORE計劃」舉行嘉許禮，表揚逾70名青年學員積極參與計劃，探索運動生涯發展，並有跳高運動員楊文蔚、單車運動員馬燕茹、籃球運動員蘇伊俊、空手道運動員李嘉維等擔任嘉賓。
2023年8月，宣布在9月23日於YouTube頻道上映微電影《初心大盜 （页面存档备份，存于）》，講述社會服務的故事，由梁仲恆、鄭子誠、蔡蕙琪演出。9月22日，舉行《初心大盜》首映及服務巡禮，近百名來自超過50間企業及慈善基金會的代表出席，旨在促進「商社合作」，支援未能受益於主流社會服務的群體。
2024年6月，與煤氣公司合作為為「留港長者」舉辦包糉活動，並介紹「智醒生活暖萬家」捐贈計劃及協助合資格的長者申請「煤氣優惠計劃」。

## 架構
香港基督教服務處由管理委員會帶領，成員主要來自香港基督教協進會。管理委員會下設有總幹事團，負責管理不同服務的運作。
| 主席     | 林崇智             |
| 副主席   | 陳達文             |
| 義務司庫 | 易嘉濂             |
| 義務書記 | 崔雪梅             |
| 委員     | 胡婉玲             |
| 委員     | 許俊炎             |
| 委員     | 林 津              |
| 委員     | 葉子良             |
| 委員     | 梁美英             |
| 委員     | 蕭偉強             |
| 委員     | 王家輝             |
| 委員     | 馮少雄             |
| 委員     | 何慶濂             |
| 職員     | 翟冬青（總幹事）   |
| 職員     | 陳頌皓（副總幹事） |
| 職員     | 李紫薇（副總幹事） |
| 職員     | 謝可儀（副總幹事） |

## 服務
香港基督教服務處共有10項服務範疇，分別是兒童復康服務、幼兒教育服務、家庭及輔導服務、兒童及青少年服務、戒毒治療及社會復康服務、兒童住宿照顧服務、學校社會工作服務、躍動晚年及社區照顧服務、持續照顧及健康服務、多元文化、復康及社區服務。其他特別服務包括為肢體傷殘兒童提供教育及訓練的培愛學校、診所、僱員支援計劃（由附屬公司富達盟信顧問有限公司營運）及影音服務等。

### 幼兒教育服務
| 雋日幼兒園(大埔) | 雋匯幼兒學校           | 觀塘幼兒學校                  | 李鄭屋幼兒學校                  |
| 大坑東幼兒學校   | 時代幼兒學校           | 天恒幼兒學校                  | 石硤尾幼兒學校                  |
| 雋樂幼稚園(沙田) | 雋樂幼稚園             | 滙豐幼兒學校                  | 基督教聯合醫務協會幼兒學校      |
| 機場幼兒園       | 機場T1幼兒園           | 幼兒藝術發展基金              | 幼稚園暨幼兒中心兼收服務        |
| 慈慧幼苗中心     | Pario Arts藝術教育中心 | Pario兒童．親職教育中心(觀塘) | Pario兒童．親職教育中心(尖沙咀) |

### 兒童復康服務
| 彩雲早期教育及訓練中心   | 環翠早期教育及訓練中心 | 屯門早期教育及訓練中心              | 元朗早期教育及訓練中心              |
| 葵興早期教育及訓練中心   | 祥華幼兒中心           | 摩理臣山兒童發展中心                | 地區言語治療服務                    |
| 幼稚園暨幼兒中心兼收服務 | 匯愛家長資源中心(觀塘) | 匯愛家長資源中心(深水埗)            | 特殊兒童藝術培育基金                |
| 心橋兒童發展計劃         | 智愛家長會             | 到校學前康復服務 - 心橋融合教育服務 | 到校學前康復服務 - 心橋融合教育服務 |

### 家庭及輔導服務
| 天倫綜合家庭服務中心 | 家情綜合家庭服務中心 | 逆旅同行輔導服務 |
| 賽馬會童亮計劃       | 賽馬會童萌計劃       | 兒童友善嘉許計劃 |

### 兒童及青少年服務
| 觀塘樂Teen會              | 北角樂Teen會              | 深中樂Teen會                 |
| 深滙樂Teen會              | 深宵外展服務              | 「破格」隱蔽青年生涯發展服務 |
| Get L.O.S.T. 青年輔導服務 | Get L.O.S.T. 青年輔導服務 | 動．人連結計劃               |

### 兒童住宿照顧服務
| 嘉福兒童之家 | 天慈兒童之家           | 天慈兒童之家                      | 石籬兒童之家                      |
| 蘇屋兒童之家 | 寄養服務及緊急寄養服務 | 「愛．童．行」計劃 - 臨床心理服務 | 「愛．童．行」計劃 - 臨床心理服務 |

### 學校社會工作服務
| 幼稚園學校社會工作服務       | 小學全方位學生輔導服務        | 中學學校社會工作服務 |
| 特殊教育需要中學專業支援服務 | 童弦 - 學前單位社會工作服務隊 | 家長教育計劃         |

### 戒毒治療及社會復康服務
| PS33尖沙咀中心 | PS33深水埗中心 | HERO ─ MSM支援服務               | 元朗區青少年外展工作隊           |
| 賽馬會日出山莊 | 數碼創新Teen   | 「網開新一面」- 網絡沉溺輔導中心 | 「網開新一面」- 網絡沉溺輔導中心 |

### 躍動晚年及社區照顧服務
| 樂暉傲創                   | 幸福傲創               | 順利傲創                          | 元州傲創                                     |
| 深水埗綜合家居照顧服務隊   | 雲漢綜合家居照顧服務隊 | 「護老藍圖」護老者支援計劃2.0     | 友 ‧ 里情 - 長者精神健康支援計劃             |
| 長者評議會                 | 賽馬會樂齡同行計劃     | 社區好幫手 – 支援留港長者服務計劃 | 為低收入家庭護老者提供生活津貼計劃           |
| 耆望－少數族裔長者支援計劃 | 外傭護老培訓試驗計劃   | 賽馬會「e健樂」電子健康管理計劃   | 賽馬會「與耆同絡」長者平板電腦及線上支援計劃 |

### 持續照顧及健康服務
| 展華長者日間護理中心 | 深水埗長者日間護理中心 | 長發安老院                     |
| 華康安老院           | 順利安老院             | 安老院舍外展專業服務隊(九龍西) |

### 多元文化、復康及社區服務
| 動融 - 多元文化外展隊             | 融匯–少數族裔人士支援服務中心     | 融匯–少數族裔人士支援服務中心 | 「賽馬會友趣學中文」計劃   | 賽馬會共建健康家庭計劃 |
| 共餉 - 短期食物援助服務隊(深水埗) | 共餉 - 短期食物援助服務隊(深水埗) | 賽馬會「智歷奇境」學習計劃    | 賽馬會「智歷奇境」學習計劃 | 安華日間展能中心       |

### 其他計劃
| 「愛．童．行」計劃 - 臨床心理服務 | 關愛校園獎勵計劃 | 關愛校園獎勵計劃 | 賽馬會鼓掌 · 創你程計劃 |

## 成就

###### 第二十九屆優秀社工選舉
2020年，香港基督教服務處「HERO+」MSM支援服務計劃主任葉永裕獲選為「優秀社工」。

###### 第五屆「安老服務傑出員工選舉」
2021年，香港基督教服務處雲漢綜合家居照顧服務隊登記護士李海欣成專業組別的優秀員工。

###### 2021「卓越實踐在社福獎勵計劃」
香港基督教服務處賽馬會「智歷奇境」學習計劃獲得卓越社會服務獎、服務模式獎（創新意念）及服務模式獎（服務使用者參與）。

###### 2022國際愛滋病學會「我和我的醫護人員」活動
香港基督教服務處PS33尖沙咀中心註冊護士陳雅琪成為香港區獲獎醫護人員。

###### 和富3A計劃2022
香港基督教服務處幼兒教育服務與香港明愛家庭服務憑合作推出的賽馬會「童亮‧同玩」親子盒計劃獲得銅奬及最佳伙伴協作奬。

###### 2022「老有所為活動計劃」
香港基督教服務處轄下的順利長者鄰舍中心及幸福長者鄰舍中心，分別憑藉「情永在‧傳世代」及「小改變，大意義——耆創友里計劃」，獲得大會頒發「別具創意獎」。

###### 第三十二屆優秀社工選舉
2023年，香港基督教服務處「網開新一面」網絡沉溺輔導中心中心主任鄧震宇獲選為「優秀社工」。

###### 第六屆「安老服務傑出員工選舉」
香港基督教服務處持續照顧及健康服務高級職業治療師劉德宏獲頒「傑出員工（專業組別）」殊榮。

###### 2023優秀教師選舉
香港基督教服務處大坑東幼兒學校三位老師獲教學組「優秀教師獎」。

## 爭議

### 觀塘職業訓練中心停辦事件
2013年4月，有消息指觀塘職業訓練中心因收生不足陷入財困而停辦。辦學團體香港基督教服務處及後證實消息。有學生表示報讀時不清楚學校狀況，對前途感到迷茫。當時的校長龐偉業表示，學校會在現有學生完成課程後才結束。2021年，觀塘職業訓練中心的三分一用地交還政府，設立香港公務員學院，餘下用地改為建立社會福利服務大樓。

### 大坑東幼兒學校捲入懷疑虐兒爭議
2023年4月21日下午，有報道指香港基督教服務處位於深水埗的大坑東幼兒學校發生懷疑虐兒事件。然而，於4月22日，據報警方翻查閉路電視後相信事件不涉及刑事成分，涉事母親不作追究。
事件源於有母親於網絡群組表示，懷疑自己的3歲幼女就讀該校學前班期間遭到不當的身體對待。於4月21日，香港基督教服務處就事件發聲明稱，校方已於4月19日知道事件後即時展開調查，翻查閉路電視後，未有發現教職人員有任何可疑行為，並已即時聯絡警方及家長，全面配合相關部門的調查。警方列作「求警協助」個案交由重案組跟進，未有人被捕。同日晚上，有傳媒引述消息指，警方經調查後認為事件不涉及虐兒，並有初步證據顯示相關傷痕由女童自行造成。
於4月21日至22日，大坑東幼兒學校全校四個級別的家長發出聯署聲明支持學校，其中一名家長代表會成員表示校方對學生關懷備至，體貼入微，而該校教師「很有愛心，疼惜小朋友」，冀盡快釐清真相，還學校清譽。據報涉事女童為插班生，其家長從未參與學校活動，鮮有露面，故其他家長並不認識她。